# Carlo Preti
Carlo Preti (Udine, 1935 – Venezia, 20 dicembre 2002) è stato un pittore e grafico italiano.
Nel 1940 si trasferì a Venezia e, completati gli studi, si laureò in geologia all'Università di Padova. Nel frattempo si interessò di teatro, di arte moderna, grafica e pubblicità.
Partecipò a Venezia alla fondazione del laboratorio di serigrafia d'arte “Studio 4” e lavorò con:  Emilio Vedova,  Friedensreich Hundertwasser, Mario Ceroli, ed altri
Nella sua vita allestì mostre personali nelle città di: Firenze, Padova, Mirano, Trento, Busto Arsizio, Verona, Vittorio Veneto, Venezia, Mestre, Chioggia, Belluno, Jesolo, Brunico, Cavarzere, Stra. 
Nel 1982 legò il suo nome di artista alla città di Mirano (tanto da esserne nominato cittadino onorario)  disegnando la tavola di un gioco dell'oca utilizzando nella descrizione delle 63 caselle i luoghi caratteristici, i personaggi e gli edifici storici del Comune. Dal 1998 ogni prima domenica di novembre la grande piazza ovale di Mirano (Piazza Martiri) si trasforma in un grande gioco dell'oca con la partecipazione di squadre di giocatori rappresentanti le sei frazioni. 